# Municipio Tapilula
Koordinaten: 17° 15′ 0″ N, 93° 1′ 0″ W
Tapilula ist ein Municipio im mexikanischen Bundesstaat Chiapas. 
Das Municipio hat etwa 12.000 Einwohner und ist 42,7 km² groß. Verwaltungssitz und größter Ort ist das gleichnamige Tapilula.
Der Name Tapilula, abgeleitet aus dem Nahuatl, bedeutet „Platz, an dem die Todesstrafe üblich ist“ oder „Platz der Erhängten“.

## Geographie
Das Municipio Tapilula liegt im Nordwesten des mexikanischen Bundesstaats Chiapas zwischen 400 m und 2200 m Höhe. Es zählt zur Gänze zur physiographischen Provinz der Sierra Madre de Chiapas und zählt vollständig zur hydrologischen Region Grijalva-Usumacinta. Die Geologie des Municipios wird zu 96 % von Kalkstein bestimmt; vorherrschende Bodentypen sind der Luvisol (57 %) und Leptosol (41 %). 43 % der Gemeindefläche werden als Weideland genutzt, 28 % dienen dem Ackerbau, 25 % sind bewaldet.
Tapilula grenzt an die Municipios Ixhuatán, Rincón Chamula San Pedro, Rayón und Pantepec.

## Bevölkerung
Beim Zensus 2010 wurden im Municipio 12.170 Menschen in 2.783 Wohneinheiten gezählt. Davon wurden 958 Personen als Sprecher einer indigenen Sprache registriert, darunter 849 Sprecher des Zoque. Knapp 18 Prozent der Bevölkerung waren Analphabeten. 4.064 Einwohner wurden als Erwerbspersonen registriert, wovon gut 78 % Männer bzw. 2,2 % arbeitslos waren. Knapp 27 % der Bevölkerung lebten in extremer Armut.

## Orte
Das Municipio Tapilula umfasst 45 bewohnte localidades, von denen lediglich der Hauptort vom INEGI als urban klassifiziert ist. Zwei Orte wiesen beim Zensus 2010 eine Einwohnerzahl von über 500 auf, 31 Orte hatten weniger als 100 Einwohner. Die größten Orte sind:
| Ort                           | Einwohner |
| Tapilula                      | 7441      |
| San Francisco Jaconá          | 1323      |
| Portaceli                     | 0459      |
| Videme de Ocampo 1ra. Sección | 0405      |
| Zaquínguez                    | 0315      |